# Falck
Falck — группа компаний со штаб-квартирой в Дании. Работает в 11 европейских странах, а также в Бразилии, Тринидад и Тобаго, Малайзии. Falck владеет крупнейшей в мире частной службой пожаротушения. Falck предоставляет услуги пожаротушения в 68 из 98 муниципалитетов Дании. В большинстве случаев потребителями услуг по оказанию помощи в чрезвычайных ситуациях являются местные власти, поэтому люди, которые пользуются услугами компании, не платят за скорую помощь, тушение пожаров или транспортировку в больницу, они оплачиваются местными органами власти.